# Fed Cup 2011 – baráž 1. skupiny zóny Asie a Oceánie
Baráž 1. skupiny zóny Asie a Oceánie ve Fed Cupu 2011 představovala čtyři vzájemná utkání týmů, které obsadily stejné pořadí v bloku A a B. Vítěz zápasu družstev z prvních příček bloků postoupil do baráže o účast ve Světové skupině II pro rok 2012. Družstva, která se umístila na druhém a třetím místě obou bloků spolu sehrála zápas o konečnou 3. až 6. pozici. Poslední týmy v obou blocích nastoupily k utkání, z něhož poražený sestoupil do 2. skupiny zóny Asie a Oceánie pro rok 2012. 
Hrálo se 5. února 2011 v areálu oddílu National Tennis Centre thajského města Nonthaburi venku na tvrdém povrchu. 

## Pořadí týmů
| Poř. | Blok A     | Blok B      |
| ---- | ---------- | ----------- |
| 1.   | Uzbekistán | Japonsko    |
| 2.   | Thajsko    | Kazachstán  |
| 3.   | Čína       | Jižní Korea |
| 4.   | Indie      | Tchaj-wan   |

## Zápas o postup
Vítězné týmy bloků sehrály zápas o postup do baráže Světové skupiny II.

### Uzbekistán vs. Japonsko
| | Uzbekistán | 0 :                                                                           | 3   | Japonsko |    |       |
| --- | ---------- | ----------------------------------------------------------------------------- | --- | -------- | -- | ----- |
| National Tennis Centre, Nonthaburi, Thajsko 5. února 2011 tvrdý (venku) |            |                                                                               |     |          |    |       |
| \| \| \| \| 1. \| 2. \| 3. \| \| \| -- \| \| ----------------------------------------------------------------------------- \| --- \| --- \| -- \| ----- \| \| 1. \| \| Sabina Šaripovová Džunri Namigatová \| 4 6 \| 5 7 \| \| \| \| 2. \| \| Nigina Abdurajmovová Ajumi Moritová \| 4 6 \| 1 6 \| \| \| \| 3. \| \| Nigina Abdurajmovová / Albina Chabibulinová Rika Fudžiwarová / Ajumi Moritová \| 1 2 \| \| \| skreč \| \| \| \| \| \| \| \| \| \| \| \| \| \| \| \| \| \| \| \| \| \| \| \| \| \| \| \| \| \| \| \| \| \| \| \| \| \| \| \| \| |            |                                                                               |     |          |    |       |
| |            |                                                                               | 1.  | 2.       | 3. |       |
| 1. |            | Sabina Šaripovová Džunri Namigatová                                           | 4 6 | 5 7      |    |       |
| 2. |            | Nigina Abdurajmovová Ajumi Moritová                                           | 4 6 | 1 6      |    |       |
| 3. |            | Nigina Abdurajmovová / Albina Chabibulinová Rika Fudžiwarová / Ajumi Moritová | 1 2 |          |    | skreč |
| |            |                                                                               |     |          |    |       |
| |            |                                                                               |     |          |    |       |
| |            |                                                                               |     |          |    |       |
| |            |                                                                               |     |          |    |       |
| |            |                                                                               |     |          |    |       |

## Zápas o 3. místo
Druhé týmy bloků sehrály zápas o třetí a čtvrté místo.

### Thajsko vs. Kazachstán
| | Thajsko | 3 :                                                                                           | 0   | Kazachstán |     |       |
| --- | ------- | --------------------------------------------------------------------------------------------- | --- | ---------- | --- | ----- |
| National Tennis Centre, Nonthaburi, Thajsko 5. února 2011 tvrdý (venku) |         |                                                                                               |     |            |     |       |
| \| \| \| \| 1. \| 2. \| 3. \| \| \| -- \| \| --------------------------------------------------------------------------------------------- \| --- \| ---- \| --- \| ----- \| \| 1. \| \| Nicha Lertpitaksinchaiová Galina Voskobojevová \| 5 7 \| 7 65 \| 6 1 \| \| \| 2. \| \| Noppawan Lertcheewakarnová Sesil Karatančhevová \| 6 3 \| 6 3 \| \| \| \| 3. \| \| Noppawan Lertcheewakarnová / Nungnadda Wannasuková Sesil Karatančevová / Galina Voskobojevová \| 6 2 \| \| \| skreč \| \| \| \| \| \| \| \| \| \| \| \| \| \| \| \| \| \| \| \| \| \| \| \| \| \| \| \| \| \| \| \| \| \| \| \| \| \| \| \| \| |         |                                                                                               |     |            |     |       |
| |         |                                                                                               | 1.  | 2.         | 3.  |       |
| 1. |         | Nicha Lertpitaksinchaiová Galina Voskobojevová                                                | 5 7 | 7 65       | 6 1 |       |
| 2. |         | Noppawan Lertcheewakarnová Sesil Karatančhevová                                               | 6 3 | 6 3        |     |       |
| 3. |         | Noppawan Lertcheewakarnová / Nungnadda Wannasuková Sesil Karatančevová / Galina Voskobojevová | 6 2 |            |     | skreč |
| |         |                                                                                               |     |            |     |       |
| |         |                                                                                               |     |            |     |       |
| |         |                                                                                               |     |            |     |       |
| |         |                                                                                               |     |            |     |       |
| |         |                                                                                               |     |            |     |       |

## Zápas o 5. místo
Třetí týmy bloků sehrály zápas o páté a šesté místo.

### Čínská lidová republika vs. Jižní Korea
| | Čínská lidová republika | 1 :                                                          | 2   | Jižní Korea |    |  |
| --- | ----------------------- | ------------------------------------------------------------ | --- | ----------- | -- |  |
| National Tennis Centre, Nonthaburi, Thajsko 5. února 2011 tvrdý (venku) |                         |                                                              |     |             |    |  |
| \| \| \| \| 1. \| 2. \| 3. \| \| \| -- \| \| ------------------------------------------------------------ \| --- \| --- \| -- \| \| \| 1. \| \| Chao-čchen Tchangová Hong Hyun-hui \| 6 2 \| 6 0 \| \| \| \| 2. \| \| Tchien Žanová Kim So-jung \| 3 6 \| 3 6 \| \| \| \| 3. \| \| Chao-čchen Tchangová / Tchien Žanová Kim So-jung / Lee Ye-ra \| 2 6 \| 3 6 \| \| \| \| \| \| \| \| \| \| \| \| \| \| \| \| \| \| \| \| \| \| \| \| \| \| \| \| \| \| \| \| \| \| \| \| \| \| \| \| \| \| \| |                         |                                                              |     |             |    |  |
| |                         |                                                              | 1.  | 2.          | 3. |  |
| 1. |                         | Chao-čchen Tchangová Hong Hyun-hui                           | 6 2 | 6 0         |    |  |
| 2. |                         | Tchien Žanová Kim So-jung                                    | 3 6 | 3 6         |    |  |
| 3. |                         | Chao-čchen Tchangová / Tchien Žanová Kim So-jung / Lee Ye-ra | 2 6 | 3 6         |    |  |
| |                         |                                                              |     |             |    |  |
| |                         |                                                              |     |             |    |  |
| |                         |                                                              |     |             |    |  |
| |                         |                                                              |     |             |    |  |
| |                         |                                                              |     |             |    |  |

## Zápas o udržení
Čtvrté týmy sehrály zápas o udržení. Poražený sestoupil do 2. skupiny zóny Asie a Oceánie pro rok 2012.

### Indie vs. Tchaj-wan
| | Indie | 1 :                                                                           | 2   | Tchaj-wan |      |  |
| --- | ----- | ----------------------------------------------------------------------------- | --- | --------- | ---- |  |
| National Tennis Centre, Nonthaburi, Thajsko 5. února 2011 tvrdý (venku) |       |                                                                               |     |           |      |  |
| \| \| \| \| 1. \| 2. \| 3. \| \| \| -- \| \| ----------------------------------------------------------------------------- \| --- \| --- \| ---- \| \| \| 1. \| \| Ashvarya Shrivastavová Juan Ting-fei \| 3 6 \| 3 6 \| \| \| \| 2. \| \| Poojashree Venkateshaová Chan Chin-wei \| 5 7 \| 1 6 \| \| \| \| 3. \| \| Rushmi Chakravarthiová / Ashvarya Shrivastavová Juan Ting-fei / Miao Yui-lynn \| 1 6 \| 6 3 \| 7 65 \| \| \| \| \| \| \| \| \| \| \| \| \| \| \| \| \| \| \| \| \| \| \| \| \| \| \| \| \| \| \| \| \| \| \| \| \| \| \| \| \| \| |       |                                                                               |     |           |      |  |
| |       |                                                                               | 1.  | 2.        | 3.   |  |
| 1. |       | Ashvarya Shrivastavová Juan Ting-fei                                          | 3 6 | 3 6       |      |  |
| 2. |       | Poojashree Venkateshaová Chan Chin-wei                                        | 5 7 | 1 6       |      |  |
| 3. |       | Rushmi Chakravarthiová / Ashvarya Shrivastavová Juan Ting-fei / Miao Yui-lynn | 1 6 | 6 3       | 7 65 |  |
| |       |                                                                               |     |           |      |  |
| |       |                                                                               |     |           |      |  |
| |       |                                                                               |     |           |      |  |
| |       |                                                                               |     |           |      |  |
| |       |                                                                               |     |           |      |  |

## Konečné pořadí
| Pořadí   | Tým         |
| -------- | ----------- |
| Postup   | Japonsko    |
| 2. místo | Uzbekistán  |
| 3. místo | Thajsko     |
| 4. místo | Kazachstán  |
| 5. místo | Jižní Korea |
| 6. místo | Čína        |
| 7. místo | Tchaj-wan   |
| Sestup   | Indie       |

- Japonsko postoupilo do baráže Světové skupiny II, kde porazilo Argentinu 4–0 a zajistilo si účast ve Světové skupině II pro rok 2012.
- Indie sestoupila do 2. skupiny zóny Asie a Oceánie pro rok 2012.